# Amphoe Makham
Amphoe Makham (thailändisch อำเภอ มะขาม) ist ein Landkreis (Amphoe – Verwaltungs-Distrikt) in der Provinz Chanthaburi. Die Provinz Chanthaburi liegt im Osten der Zentralregion von Thailand.

## Geographie
Benachbarte Amphoe (im Uhrzeigersinn von Südwesten aus): die Amphoe Mueang Chanthaburi, Khao Khitchakut, Pong Nam Ron und Khlung. Alle Amphoe liegen in der Provinz Chanthaburi.
Ein wichtiger Fluss des Landkreises ist der Maenam Chanthaburi (Chanthaburi-Fluss).

## Geschichte
Makham war ursprünglich eine Stadt des Khmer-Reiches von Angkor. Seit der Ayutthaya-Periode wurde sie jedoch von Siam regiert.
Amphoe Makham wurde im Jahr 1899 zunächst unter dem Namen Tha Luang eingerichtet, 1917 wurde es in Makham umbenannt.

## Verwaltung

### Provinzverwaltung
Der Landkreis Makham ist in sechs Tambon („Unterbezirke“ oder „Gemeinden“) eingeteilt, die sich weiter in 59 Muban („Dörfer“) unterteilen.
| Nr. | Name      | Thai   | Muban | Einw. |
| --- | --------- | ------ | ----- | ----- |
| 01. | Makham    | มะขาม  | 10    | 7.767 |
| 02. | Tha Luang | ท่าหลวง | 08    | 2.461 |
| 03. | Patthawi  | ปัถวี    | 12    | 7.314 |
| 04. | Wang Saem | วังแซ้ม  | 12    | 4.132 |
| 06. | Chaman    | ฉมัน    | 09    | 4.199 |
| 08. | Ang Khiri | อ่างคีรี  | 08    | 5.322 |

Hinweis: die fehlenden Geocodes beziehen sich auf die Tambon, die heute zu Khao Khitchakut gehören.

### Lokalverwaltung
Es gibt sieben Kommunen mit „Kleinstadt“-Status (Thesaban Tambon) im Landkreis:
- Makham Mueang Mai (Thai: เทศบาลตำบลมะขามเมืองใหม่) bestehend aus Teilen des Tambon Makham.
- Tha Luang (Thai: เทศบาลตำบลท่าหลวง) bestehend aus dem kompletten Tambon Tha Luang.
- Patthawi (Thai: เทศบาลตำบลปัถวี) bestehend aus dem kompletten Tambon Patthawi.
- Wang Saem (Thai: เทศบาลตำบลวังแซ้ม) bestehend aus dem kompletten Tambon Wang Saem.
- Chaman (Thai: เทศบาลตำบลฉมัน) bestehend aus dem kompletten Tambon Chaman.
- Ang Khiri (Thai: เทศบาลตำบลอ่างคีรี) bestehend aus dem kompletten Tambon Ang Khiri.
- Makham (Thai: เทศบาลตำบลมะขาม) bestehend aus Teilen des Tambon Makham.